# Tūtira Mai Ngā Iwi
Tūtira Mai Ngā Iwi" o "Tūtira Mai", es una canción popular del maorí de Nueva Zelanda  -conocidas como waiatas compuesta en la década de 1950 por Wiremu Te Tau Huata en lengua maorí. La canción se hizo popular después de ser seleccionada por el Ministerio de Educación neozelandés para su inclusión en los libros escolares.

## Historia
Huata escribió "Tūtira Mai Ngā Iwi" mientras formaba parte de un Movimiento Ecuménico a finales de la década de 1950. Conducía desde Wairoa, Región de Hawke's Bay con sus hijos y pasó por Lago Tūtira. Él cantaba la letra y sus hijos la repetían, aprendiéndola mientras conducían hacia Napier. La waiata finalmente ganó popularidad gracias a que Huata la interpretó en iglesias y clases bíblicas. En la década de 1960, el Ministerio de Educación del gobierno de la nación tomó la waiata y comenzó a publicarla para su uso en las escuelas de Nueva Zelanda sin el consentimiento de Huata, al que no reconoció como autor. Tras de 50 años de uso continuado en las escuelas neozelandesas, la hija del autor reveló que la letra de algunas estrofas había sido alternada con respecto a la composición inicial. El 28 de mayo de 2020, la canción se publicó en YouTube, interpretada por miembros de bandas de la marina, el ejército y la fuerza aérea en una asociación musical entre las fuerzas armadas de Nueva Zelanda y Estados Unidos, tras obtener la autorización del compositor, Wiremu Te Tau Huata, capellán militar de Nueva Zelanda del 28º Batallón Maorí.

## Significado
Si bien ha habido alguna controversia sobre la letra exacta de la canción (una situación que coincide con la de muchas canciones populares antiguas en todo el mundo), existe un acuerdo general en que es una canción de unidad, con el estribillo repetido de "tātou "tātou e” (“todos nosotros, todos nosotros”). Los neozelandeses suelen utilizar la canción en momentos en que es apropiado permanecer juntos y apoyarse mutuamente. La canción se utilizó, por ejemplo, para mostrar apoyo a la comunidad musulmana de Nueva Zelanda después de los atentados de Christchurch de 2019.

## Rugby
En 2017, la New Zealand Rugby inició una campaña para la gira de los Leones Británico-Irlandeses 2017 a efectos de que los seguidores de la 
Selección de rugby de Nueva Zelanda adoptaran "Tūtira Mai Ngā Iwi" como un himno en los estadios frente los cánticos de los seguidores de sus contrincantes.

## Fuera de Nueva Zelanda
En España se ha popularizado entre los niños, al ser incorporada al repertorio de la banda infantil Pica-Pica en 2015.